# Glenanne HC
Glenanne HC is een Ierse hockeyclub uit Tallaght.
De club speelt bij de heren en de dames in de hoogste Ierse divisie en neemt deel aan de Euro Hockey League 2009/2010.